# كدارة (أهل تادلة)
كدارة هو دُوَّار يقع بجماعة شرقاوة، عمالة مكناس، جهة فاس مكناس في المملكة المغربية. ينتمي الدوّار لمشيخة أهل تادلة التي تضم 16 دوار. يقدر عدد سكانه بـ 376 نسمة حسب الإحصاء الرسمي للسكان والسكنى لسنة 2004.

## روابط خارجية
- البوابة الوطنية للجماعات الترابية نسخة محفوظة 12 مارس 2018 على موقع واي باك مشين.
- المندوبية السامية للتخطيط